# José María de Santocildes
José María Francisco Silvestre Santocildes y de Llanos (Barcelona, 29 de junio de 1771 - Barcelona, 6 de marzo de 1847) fue un militar español presente en la Guerra de la Independencia. 

## Biografía
Su padre fue Sargento Mayor del Regimiento de Infantería de Murcia. Entre otras, participó en las batallas de Medina de Rioseco, Zornoza, Espinosa de los Monteros, Lugo y Astorga. Fue el principal defensor de Astorga en la Guerra de la Independencia. En 1814, tras la guerra, fue nombrado Jefe del Estado Mayor General del Ejército de la Derecha, cargo que mantuvo hasta 1828. En 1820 fue deportado por el gobierno a Mallorca, no siendo rehabilitado hasta 1825.